# 第7旅団 (キルギス国内軍)
第7旅団は、キルギス国内軍の旅団の1つ。

## 歴史
- 1996年10月14日 - バトケン地区において、第9中隊編成
- 1999年8月23日～24日 - テロリストの侵入に対して、混成支隊長A.バカエフ（後に少将）の指揮の下、キルギス独立後初めて戦闘行動を行った。
- 1999年12月29日 - 第5、第7中隊から第6独立大隊、第15、第16、第20、第21中隊から第7独立大隊編成
- 2000年 - ウズベキスタン・イスラム運動の戦闘員の侵入に対して、混成支隊編成下の第7大隊は、バトケン地区の掃討作戦に参加した。
- 2002年 - 70人から成る第7大隊の混成支隊は、アクスィ地区の公共秩序の警備に参加した。
- 2002年5月17日 - 第6と第7独立大隊に基づき、第7旅団編成
- 2005年 - チューリップ革命時、混乱による掠奪を阻止した。
- 2006年5月 - 65人から成る第7旅団の混成支隊は、カダムジャイ地区の武装犯罪集団の捜索・除去のためバトケン州内務局を支援した。